# 假面忍者 赤影
《假面忍者 赤影》（仮面の忍者 赤影）是橫山光輝創作的忍者題材日本漫畫，被製作成特撮電視劇、電視動畫、電影。

## 特撮版《假面忍者 赤影》（1967 - 1968年）
1967年4月5日─1968年3月27日由東映京都電視製片公司製作，在關西電視台和富士電視台播放，全52話。
- 第1部 金目教篇（第1 - 13話）
- 第2部 卍黨篇（第14 - 26話）
- 第3部 根來篇（第27 - 39話）
- 第4部 魔風篇（第40 - 52話）

## 版《假面忍者 赤影》（1986年）
1986年9月15日在富士電視台播放，全1話。

## 電視動畫版《假面忍者 赤影》（1987 - 1988年）
1987年10月13日─1988年3月22日由東映動畫製作，在日本電視台播放，全22話（1話未放送）。

## 電影

### 《》（1969年）
1969年7月上映。以特撮版第一部金目教篇為基礎重新剪輯，並加上新作片段。

### 《RED SHADOW 赤影》
2001年8月11日上映。內容是與原作漫畫和TV實寫版無關的原創作品。